# أيوب يوسف العلي
أيوب يوسف إعلامي إماراتي يعد من أبرز المذيعين في قناة سما دبي وقناة وإذاعة نور دبي. وقدم العديد من البرامج الإذاعية والتلفزيونية والأخبار الرياضية على قنوات سما دبي، نور دبي، قناة دبي الرياضية.

## حياته
ولد في دبي عام 1981، درس تخصص الهندسة المدنية في كليات التقنية العليا تخرج بدرجة الدبلوم في سنة 2002، بعدها أكمل دراسته في كلية الدراسات الإسلامية والعربية فتخرج عام 2006 حاصلا على شهادة ليسانس في آداب الغة العربية.
بدايته في الإعلام
بدأ مسيرته الإعلامية منذ عام 2000 كصحفي. عمل في المسرح في بداية حياته كممثل ثم كمخرج، حيث أخرج مسرحية: (واو)، ومسرحية: (نغزة)، ومن ثم قام بتأليف وإخراج مسرحية: (سلام يالمعرس سلام). توقف عن المسرح نظرا لانشغاله في الإعلام حيث عمل في إذاعة وتلفزيون في بلدية دبي وفي نفس الوقت مذيعا للبرامج في إذاعة نور دبي، ومذيعا للأخبار الرياضية في تلفزيون دبي الرياضية.

## مسيرته المهنية
انتقل أيوب يوسف مذيعا في إذاعة وتلفزيون قناة وإذاعة نور دبي التابعة لمؤسسة دبي للإعلام، وفي عام 2014 التحق بوزارة الداخلية في الإدارة العامة للإقامة وشؤون الأجانب بدبي، كمدير لإدارة الاتصال المؤسسي والتسويق وفي عام 2016 رجع مرة أخرى لمؤسسة دبي للإعلام مذيعا للبرامج على قناة سما دبي وإذاعة نور دبي.
قام في عام 2007 بتأسيس شركة تراك ون للإنتاج الصوتي وفي عام 2010 قام بتأسيس مركز تراك ون للتدريب الإعلامي، حيث يعمل كمدرب معتمد في عدة مراكز للتدريب، وعدة جهات حكومية كبلدية دبي وإقامة دبي، ويقوم بإعطاء جميع الدورات المتعلقة بالإعلام بشكل عام.
قام أيوب بتأليف كتاب فكروا فيها والذي صدر عن دار بلاتينيوم بوك للنشر، ويعمل على الانتهاء قريبا من جزئيه الثاني والثالث.

## محاضراته
قدم الإعلامي أيوب يوسف العديد من المحاضرات، منها:
«نحن نحب لغتنا العربية» في مجلس الطلبة بكلية أبوظبي التقنية.
"فن الإلقاء والتقديم" في النادي الطلابي في كلية التربية بجامعة الإمارات العربية المتحدة.
"الأخطاء الشائعة في اللغة العربية" في مقر هيئة أبوظبي للسياحة والثقافة.

## الجوائز والتكريمات
فاز عام 2016 بجائزة محمد بن راشد للغة العربية/ محور الإعلام، لأفضل مبادرة في استعمال شبكات التواصل الاجتماعي لنشر اللغة العربية. 
كما تم تكريمه في حفل أوائل الإمارات عام 2016 كأفضل شخصية في التشجيع على القراءة على مواقع التواصل الاجتماعي ومن الشخصيات والجهات التي تميزت في عام القراءة، كأفضل شخصية في التشجيع على القراءة على مواقع التواصل الاجتماعي. كما حصد ذهبيتين في مونديال القاهرة للأعمال الفننية والإعلام 2016 عن البرنامج التلفزيوني لسان العرب، وعن البرنامج الإذاعي صاحبة الجلالة.

## برامج
- المستثمر
- العلم نور
- نور الصحة
- البث المباشر
- فتاوى
- رؤيا
- على طاولة أيوب
- مرمس النور
- شهر الخير مع زهير
- عقب التراويح
- المنهل
- سباق التحدي
- صاحبة الجلالة
- لسان العرب
- الرأي العام
- أحسن القصص
- ثوان في حب اللغة العربية
- قابل للنشر
- المقال